# روبرت گیرتسن
روبرت گیرتسن (انگلیسی: Robert Giertsen; ۲۴ اوت ۱۸۹۴ – ۱۷ اکتبر ۱۹۷۸) قایقران قایق بادبانی اهل نروژ بود.